# Аноліс Гармана
Ано́ліс Га́рмана (Anolis garmani) — представник роду анолісів з родини анолісових. Інша назва «ямайський аноліс».

## Опис
Загальна довжина досягає 27 см. В середньому розмір коливається від 15 до 25 сантиметрів. Самці дещо більше за самок. Голова масивна. На шиї й спині є розвинений гребінь з пласкої, загостреної луски. кінцівки довгі та тонкі. Самці забарвлені від яскраво-зеленого до коричневого, з 9—10 поперечними солом'яними смужками. Горлова торбинка лимонно-жовтого кольору з помаранчевими поздовжніми смужками. Самки забарвлені в земляні тони, зазвичай мають малюнок з низки цяток замість смуг. Торбинка у самок маленька, темного кольору.

## Спосіб життя
Полюбляє лісисту місцину. Більшу частину проводить на деревах, рідко спускається на землю, воліючи триматися на каменях, гілках та інших високих місцях. Харчується комахами, іноді рослинною їжею.
Це яйцекладна ящірка. Самиця відкладає 2 яйця.
Один з найспокійніших видів анолісів, добре звикає до умов неволі.

## Розповсюдження
Ендемік острова Ямайка, завезений до Флориди (США). Дуже зрідка зустрічається на Кайманових островах.